# 매도 (인천 서구)

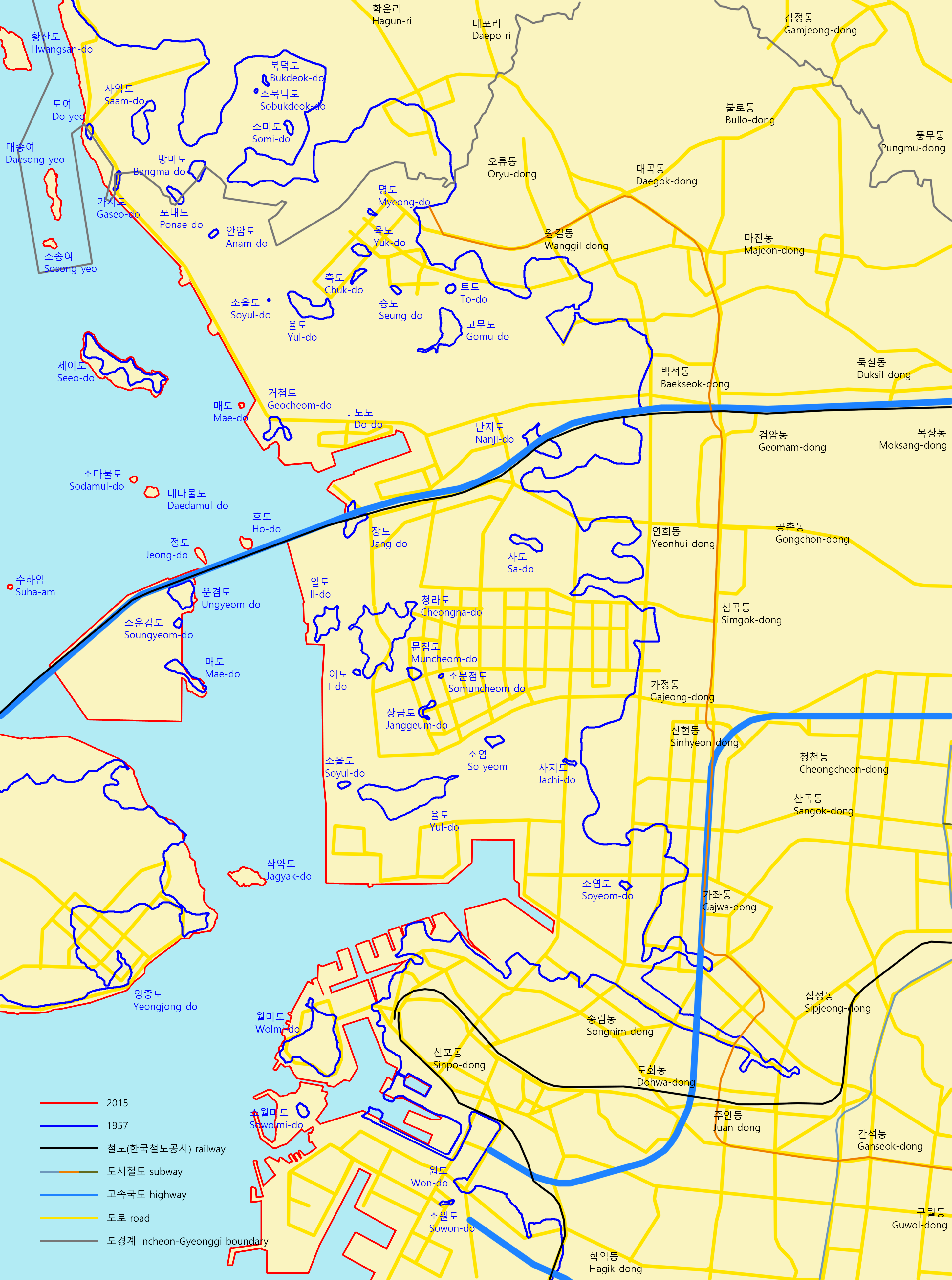
매도의 위치

매도(梅島)는 대한민국 인천광역시 서구에 있는 섬이다. 저어새의 서식지이다. 동쪽에 있던 거첨도가 일대의 매립지 사업으로 육지화된 것과는 달리 아직 섬으로 남아 있다.